# Консервативна партия на Канада
Консервативната партия на Канада (на английски: Conservative Party of Canada; на френски: Parti conservateur du Canada) е дясноцентристка консервативна политическа партия в Канада.
Тя е основана през 2003 г. със сливането на партиите Канадски алианс и Прогресивна консервативна пратия на Канада. След 2006 г. Консервативната партия съставя поредица правителства, оглавявани от нейния лидер Стивън Харпър. През 2015 година губи изборите и остава втора с 32% от гласовете и 99 от 338 места в Камарата на представителите.

## Резултати от избори
Парламентарни избори
| Година на избори | Председател   | Получени гласове | Дял от гласовете | Спечелени места | +/– | Позиция (място) | Статус                 |
| 2004             | Стивън Харпър | 4 019 498        | 29,63            | 99 / 308        | 21  | 2               | парламентарна опозиция |
| 2006             | Стивън Харпър | 5 374 071        | 36,27            | 124 / 308       | 25  | 1               | управляваща партия     |
| 2008             | Стивън Харпър | 5 209 069        | 37,65            | 143 / 308       | 19  | 1               | управляваща партия     |
| 2011             | Стивън Харпър | 5 832 401        | 39,62            | 166 / 308       | 23  | 1               | управляваща партия     |
| 2015             | Стивън Харпър | 5 578 101        | 31,89            | 99 / 338        | 67  | 2               | парламентарна опозиция |
| 2019             | Ендрю Шир     | 6 239 227        | 34,34            | 121 / 338       | 22  | 2               | парламентарна опозиция |
| 2021             | Ерин О'Тул    | 5 747 410        | 33,74            | 119 / 338       | 2   | 2               | парламентарна опозиция |